# Шлюзовой пешеходный мост
Шлюзовой пешеходный мост (Второй Шлюзово́й мост) — пешеходный мост через Водоотводный канал в Москве. Открыт в 1996 году. Расположен между Малым Краснохолмским и Шлюзовым мостами. Соединяет деловой центр «Красные холмы», расположенный на острове, с районом Павелецкой площади в Замоскворечье.
С северной стороны к центральной части арки примыкает пешеходная эстакада, соединяющая мост со вторым уровнем «Красных холмов». Особенность собственно главной арки — то, что её лестница разделена продольными перилами на три параллельных пешеходных «русла».